# Apostolisches Vikariat Nördliches Arabien
Das Apostolische Vikariat Nördliches Arabien (lateinisch Vicariatus Apostolicus Arabiae Septentrionalis) ist ein römisch-katholisches Apostolisches Vikariat mit Sitz in Manama in Bahrain (seit 2012), vormals Kuwait, und umfasst die arabischen Staaten Bahrain, Katar, Kuwait und Saudi-Arabien.

## Geschichte

### Apostolische Präfektur Kuwait
Vorläufer des heutigen Apostolischen Vikariats Nördliches Arabien ist die am 29. Juni 1953 durch Pius XII. aus dem Apostolischen Vikariat Arabien heraus gegründete Apostolische Präfektur Kuwait. Sie umfasste mit 17.900 km² den Staat Kuwait, in dem 1945 eine erste Karmelitenmissionstation und 1948 für bereits 700 Gläubige eine Kirche errichtet wurde.
Wesentlich unterstützt wurde der Aufbau der Pfarrei Unserer Lieben Frau von Arabien in Ahmadi, Kuwait, von der Kuwait Oil Company.

### Apostolisches Vikariat Kuwait
Am 2. Dezember 1954 erfolgte durch Papst Pius XII. die Erhebung zum Apostolischen Vikariat Kuwait (Apostolicus Vicariatus Kuvaitensis).

### Apostolisches Vikariat Nördliches Arabien
Papst Benedikt XVI. begründete am 31. Mai 2011 durch Umbenennung das heutige Apostolische Vikariat Nördliches Arabien. Gleichzeitig wurden die Gebiete von Bahrain, Katar und Saudi-Arabien dem Apostolischen Vikariat zugeschlagen.

## Heute
Der Bischof des Vikariats betreut vor allem internationale Christen, die in den arabischen Erdölstaaten beruflich tätig sind, insbesondere römisch-katholische Arbeitsmigranten aus den Philippinen, Indien und Bangladesch. Ihre Anzahl in Kuwait, Bahrain, Katar und Saudi-Arabien wird auf 1,3 Millionen geschätzt. Hinzu kommen auch alle orientalischen Riten-Kirchen in Arabien, zum Beispiel Maroniten aus dem Libanon oder Syro-Malabaren und Syro-Malankaren aus Indien.
Als leitendem christlichem Seelsorger in ausschließlich muslimisch geprägten Ländern sind dem apostolischen Vikar bezüglich Sozialkritik (z. B. hinsichtlich der Arbeitsbedingungen von ausländischen Angestellten) unter der Gefahr der Ausweisung weitgehend die Hände gebunden.
Die gegenwärtige Situation der Christen in vielen arabischen Staaten, besonders in Saudi-Arabien, ist schlecht. Dort ist es bis heute verboten, Kirchen zu errichten und nicht-muslimische Gottesdienste abzuhalten (siehe unter: Christenverfolgung). Papst Benedikt XVI. und König Abdullah ibn Abd al-Aziz haben 2007 Verhandlungen zur Errichtung der ersten katholischen Kirche im Königreich eingeleitet.
Im August 2012 wurde der Sitz von Kuwait nach Bahrain verlegt. Im Dezember 2021 wurde die Kathedrale Unserer Lieben Frau von Arabien in Awali, einer Kleinstadt südlich von Manama, geweiht.
Nach dem Tod von Bischof Camillo Ballin Mitte April 2020 hatte Paul Hinder als Apostolischer Administrator auf Bitten von Papst Franziskus bis zum Amtsantritt des neuen Apostolischen Vikars Aldo Berardi OSsT am 18. März 2023 auch die Leitung des Vikariates für das Nördliche Arabien übernommen.
2025 erfolgte durch Papst Leo XIV. die Erhebung der Kirche Unserer Lieben Frau von Arabien in Ahmadi, Kuwait, zur Basilica minor. Die Kirche ist ein Marienwallfahrtsort und beherbergt die Statue Unserer Lieben Frau von Arabien – ursprünglich Unserer Lieben Frau vom Berge Karmel geweiht –, die 1949 in Rom von Papst Pius XII. gesegnet und 2011 von Kardinal Antonio Cañizares Llovera im Namen von Papst Benedikt XVI. gekrönt wurde. Die Kirche ist nicht zu verwechseln mit der gleichnamigen neuen Kathedrale, die in Bahrain errichtet wurde.

## Pfarreien
In Kuwait gibt es vier Pfarreien:

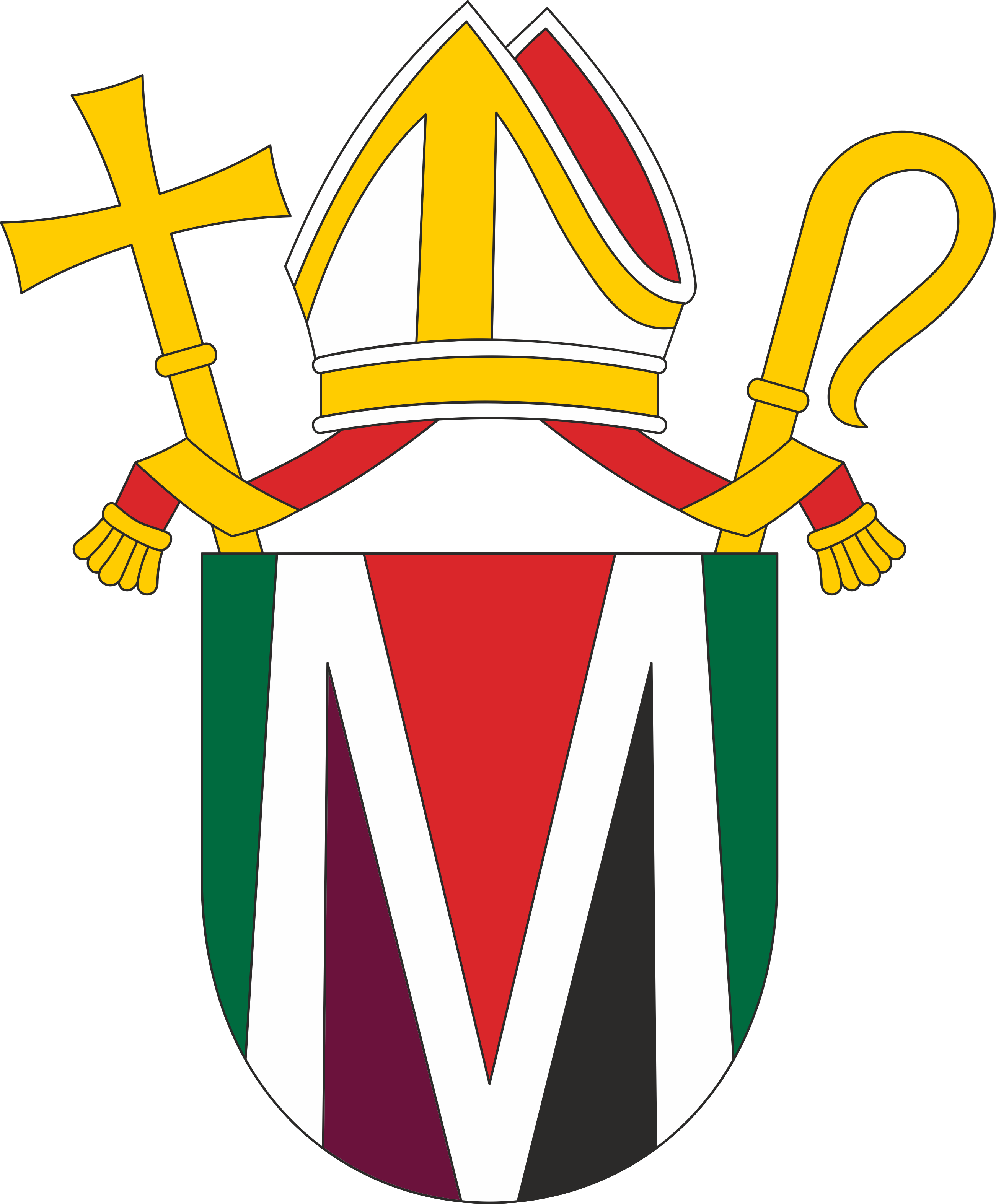
Wappen des Apostolischen Vikariates Nördliches Arabien

- die Holy Family Cathedral im Stadtzentrum unter der Leitung von Gaspar Fernandes OFMCap (* 1972)
- die Our Lady of Arabia in Al Ahmadi unter der Leitung von Alfredo Guran Micua OFMCap (* 1950)
- die St. Thérèse in Salmiya unter der Leitung von Blany Pinto SDB (* 1967)
- die St. Daniel Comboni in Jleeb Al-Shuyoukh unter der Leitung von Mathai (Mathew) Madathikunnel OFMCap (* 1969)

In Bahrain gibt es drei Kirchen. Die Herz-Jesu-Kirche in Manama, erbaut 1939, ist die älteste katholische Kirche am Persischen Golf und steht unter der Leitung von Dinesh Mendonca OFMCap (* 1947). Die zweite Kirche steht in Awali und wird als Simultankirche mit der Anglikanischen Kirche geteilt. Diese Pfarrkirche ist dem Patrozinium Unserer Lieben Frau von der Heimsuchung unterstellt. Gleichfalls in Awali wurde Ende 2021 die Kathedrale Unserer Lieben Frau von Arabien eröffnet.
In Katar existiert seit 2008 in Doha ein Kirchenkomplex mit der römisch-katholischen Kirche Our Lady of the Rosary unter der Leitung von Pater Selvaraj Arockiam OFMCap.
In Saudi-Arabien sind Kirchen und Pfarreien verboten, christliche Gottesdienste dürfen nicht abgehalten werden.

## Apostolische Vikare
- 1953–1955 Ubaldo Teofano Stella OCD, Titularbischof von Antaeopolis
- 1976–1981 Victor León Esteban San Miguel y Erce OCD, Titularbischof von Rusubbicari
- 1981–2005 Francis Micallef OCD, Titularbischof von Tinis in Proconsulari
- 2005–2020 Camillo Ballin MCCI, Titularbischof von Arna
- 2020–2023 Paul Hinder, als Apostolischer Administrator
- seit 2023 Aldo Berardi OSsT

## Statistik
| Jahr                                     | Bevölkerung                   | Bevölkerung                   | Bevölkerung                   | Priester                      | Priester                      | Priester                      | Priester                      | Ständige Diakone              | Ordensleute                   | Ordensleute                   | Pfarreien                     |
| Jahr                                     | Katholiken                    | Einwohner                     | %                             | Gesamtzahl                    | Diözesan- priester            | Ordens- priester              | Katholiken je Priester        | Ständige Diakone              | männlich                      | weiblich                      | Pfarreien                     |
| Apostolisches Vikariat Kuwait            | Apostolisches Vikariat Kuwait | Apostolisches Vikariat Kuwait | Apostolisches Vikariat Kuwait | Apostolisches Vikariat Kuwait | Apostolisches Vikariat Kuwait | Apostolisches Vikariat Kuwait | Apostolisches Vikariat Kuwait | Apostolisches Vikariat Kuwait | Apostolisches Vikariat Kuwait | Apostolisches Vikariat Kuwait | Apostolisches Vikariat Kuwait |
| ---------------------------------------- | ----------------------------- | ----------------------------- | ----------------------------- | ----------------------------- | ----------------------------- | ----------------------------- | ----------------------------- | ----------------------------- | ----------------------------- | ----------------------------- | ----------------------------- |
| 1966                                     | 16.000                        | 475.000                       | 3,4                           | 4                             |                               | 4                             | 4.000                         |                               | 3                             | 12                            | 5                             |
| 1970                                     | 17.200                        | 733.196                       | 2,3                           | 12                            | 6                             | 6                             | 1.433                         |                               | 6                             | 31                            | 4                             |
| 1980                                     | 32.000                        | 1.270.000                     | 2,5                           | 7                             | 3                             | 4                             | 4.571                         |                               | 4                             | 30                            | 3                             |
| 1988                                     | 51.430                        | 1.834.756                     | 2,8                           | 7                             | 2                             | 5                             | 7.347                         |                               | 5                             | 30                            | 5                             |
| 1999                                     | 151.000                       | 2.000.000                     | 7,5                           | 6                             | 1                             | 5                             | 25.166                        | 1                             | 5                             | 12                            | 4                             |
| 2000                                     | 151.000                       | 2.000.000                     | 7,5                           | 7                             | 1                             | 6                             | 21.571                        | 1                             | 6                             | 13                            | 4                             |
| 2001                                     | 153.000                       | 2.000.000                     | 7,7                           | 8                             | 2                             | 6                             | 19.125                        | 1                             | 6                             | 13                            | 4                             |
| 2002                                     | 154.000                       | 2.500.000                     | 6,2                           | 8                             | 2                             | 6                             | 19.250                        | 1                             | 6                             | 13                            | 4                             |
| 2003                                     | 156.000                       | 2.501.000                     | 6,2                           | 9                             | 2                             | 7                             | 17.333                        | 1                             | 7                             | 13                            | 4                             |
| 2004                                     | 158.500                       | 2.650.000                     | 6,0                           | 10                            | 2                             | 8                             | 15.850                        | 1                             | 8                             | 13                            | 4                             |
| 2010                                     | 300.000                       | 3.000.000                     | 10,0                          | 17                            | 6                             | 11                            | 17.647                        | 1                             | 11                            | 12                            | 3                             |
| Apostolische Vikariat Nördliches Arabien |                               |                               |                               |                               |                               |                               |                               |                               |                               |                               |                               |
| 2014                                     | 2.445.000                     | 36.252.722                    | 6,7                           | 58                            | 18                            | 40                            | 42.155                        | 2                             | 40                            | 18                            | 10                            |
| 2017                                     | 2.570.067                     | 40.599.576                    | 6,3                           | 46                            | 2                             | 44                            | 55.871                        | 2                             | 47                            | 18                            | 11                            |
| 2020                                     | 2.752.241                     | 42.956.169                    | 6,4                           | 16                            | 16                            | 0                             | 172.015                       | 1                             | 4                             | 18                            | 11                            |
| 2022                                     | 2.722.750                     | 43.465.183                    | 6,3                           | 56                            | 13                            | 43                            | 48.620                        | 1                             | 44                            | 17                            | 11                            |